# Julia von Blumenthal
Julia von Blumenthal (* 29. Juli 1970 in Marburg) ist eine deutsche Politikwissenschaftlerin. Sie ist seit 2022 Präsidentin der Humboldt-Universität zu Berlin. Zuvor war sie von 2018 bis 2022 Präsidentin der Europa-Universität Viadrina in Frankfurt (Oder).

## Wissenschaftlicher Werdegang und Themen
Von Blumenthal studierte zwischen 1989 und 1996 Politikwissenschaft, Rechtswissenschaft und Russistik an den Universitäten Heidelberg und Hamburg. Nach dem Magisterabschluss war sie wissenschaftliche Mitarbeiterin an der Helmut-Schmidt-Universität, 2001 wurde sie promoviert. 
2001 war sie wissenschaftliche Assistentin von Michael Hereth, 2002 bis 2007 von Wolfgang Gessenharter. 
Von Juli bis September 2007 war sie Visiting Fellow an der University of New South Wales und von November 2007 bis März 2008 Lehrstuhlvertretung der Professur für Politikwissenschaft mit dem Schwerpunkt Regierungssystem der Bundesrepublik Deutschland an der Leuphana Universität Lüneburg. Nach einer weiteren Lehrstuhlvertretung in Gießen 2008 wurde sie 2009 an die Humboldt-Universität zu Berlin berufen. Sie war in Nachfolge Gert-Joachim Glaeßners Professorin des Instituts für Sozialwissenschaften im Lehrbereich Innenpolitik der Bundesrepublik Deutschland. 
Ihre Arbeitsschwerpunkte sind Parlamentarismus, Föderalismus, normative Fragen des Regierens und Ansätze der Governance-Forschung und des Neoinstitutionalismus.

## Institutionelles Engagement
Von Blumenthal war bis März 2012 Prodekanin für Studium und Lehre der Philosophischen Fakultät III (seit 2014 Kultur-, Sozial- und Bildungswissenschaftliche Fakultät), von April 2014 bis Juli 2018 war sie Dekanin. 2016 trat sie als Kandidatin für das Vizepräsidium für Studium und Lehre der HU Berlin an, zog die Kandidatur aber zurück, als die Studierendenvertreter signalisierten, sie nicht zu unterstützen.
Anfang Mai 2018 wurde sie zur neuen Präsidentin der Europa-Universität Viadrina in Frankfurt (Oder) gewählt. Die Präsidentschaft trat sie am 1. Oktober an. Bereits ihr Verwandter Georg von Blumenthal, Domdekan des Bistums Lebus, war im Jahre 1513 Rektor der Universität in Frankfurt.
2022 bewarb sich Blumenthal als Präsidentin der Humboldt-Universität zu Berlin. Das Kuratorium beschloss im Januar 2022, Blumenthal sowie den konkurrierenden Bewerber Joybrato Mukherjee als Wahlvorschlag zuzulassen, der seine Kandidatur vor der eigentlichen Wahl allerdings zurückzog. Am 15. Februar 2022 wurde sie zur neuen Präsidentin der Humboldt-Universität gewählt.
Im Mai 2024 wurde von Blumenthal als Nachfolgerin des Belgiers Vincent Blondel (Université catholique de Louvain) zur Präsidentin des Hochschulverbundes Circle U. gewählt.

## Veröffentlichungen (Auswahl)
- Der Präsident Russlands im Demokratisierungsprozess. Garant der Stabilität oder Wegbereiter der Diktatur? Hamburg 1995. ISBN 3-8258-2642-2.
- Amtsträger in der Parteiendemokratie. Opladen, Westdeutscher Verlag 2001. ISBN 3-531-13663-1.
- zusammen mit Stephan Bröchler (Hg.): Von Government zu Governance. Analysen zum Regieren im modernen Staat. Hamburg 2006. ISBN 3-8258-9571-8.
- zusammen mit Stephan Bröchler (Hg.): Föderalismusreform in Deutschland. Bilanz und Perspektiven im internationalen Vergleich. Wiesbaden, VS-Verlag 2010. ISBN 978-3-531-17569-0.